# Werauhia hainesiorum
Werauhia hainesiorum là một loài thuộc chi Werauhia. Đây là loài đặc hữu của Costa Rica.